# Tarzo
Tarzo là một đô thị ở tỉnh Treviso trong vùng Veneto, có cự ly khoảng 60 km về phía bắc của Venice và khoảng 35 km về phía bắc của Treviso. Tại thời điểm ngày 31 tháng 12 năm 2004, đô thị này có dân số 4.671 người và diện tích là 23,8 km².
Đô thị Tarzo có các frazioni (các đơn vị trực thuộc, chủ yếu là các làng) Arfanta, Colmaggiore, Corbanese, Fratta, Nogarolo, và Resera.
Tarzo giáp các đô thị: Cison di Valmarino, Refrontolo, Revine Lago, San Pietro di Feletto, Vittorio Veneto.